# Dziewanna synajska
Dziewanna synajska (Verbascum sinaiticum Benth.) – gatunek rośliny z rodziny trędownikowatych. Występuje w tropikalnej Afryce Wschodniej, na półwyspie Synaj, w Izraelu, Syrii, Iraku, Iranie, Afganistanie, Pakistanie. W Izraelu występuje na Pustyni Judzkiej, pustyni Negew oraz wokół Jerozolimy.

## Morfologia
ŁodygaO wysokości 1-2 m, wzniesiona, prosta i rozgałęziona. Cała jest gruczołowato owłosiona.
LiścieOwalno-lancetowate o długości do 30 cm i szerokości 7-11 cm i brzegach grubo ząbkowanych. Wierzchołek liścia ostry lub spiczasty, dolne liście na krótkich ogonkach, górne siedzące.
KwiatyZebrane w duży, zazwyczaj rozgałęziony kwiatostan. Dolne podsadki jajowate i spiczaste, górne niepozorne. Kwiaty wyrastają na szypułkach o długości 3-5 mm i tworzą  2-7 dość od siebie oddalone grupy. Kielich o 4-9 głęboko klapowanych działkach, gęsto owłosionych gwiazdkowatymi włoskami. Korona żółta o średnicy 20-28 mm. Nitki pręcików pomarańczowe, obrośnięte białymi i fioletowymi włoskami, pylniki również pomarańczowe.
OwocOwłosiona, jajowata torebka o długości 6-7 mm i szerokości 4-5 mm.

## Udział w kulturze
Zdaniem J. Maillata i S. Maillata (znawcy roślin biblijnych) dziewanna synajska posłużyła za wzór przy tworzeniu opisanego w Księdze Wyjścia (25,31) żydowskiego świecznika zwanego menorą. Jej pędy boczne regularnie rozgałęziają się w podobny, jak w menorze sposób i zakończone są jajowatymi pąkami kwiatowymi. Kształt taki utrzymuje również po przekwitnięciu, a żółte kwiaty przypominają złoty kolor świecznika. Charakterystyczne cechy budowy tej rośliny bardziej przypominają menorę, niż podawana przez Hareuvaniego szałwia judejska (Salvia judeica).